# 根本愚洲
根本 愚洲（ねもと ぐしゅう、文化3年（1806年） - 明治6年（1873年））は、江戸時代後期から明治初めの南画家。二本松藩御用絵師。
名は溥のちに巽、字を器とした。通称を辰三（辰蔵とも）。号は愚洲の他に三石道人など。岩代安達郡小浜村（現在の福島県二本松市）の生まれ。

## 略歴
代々の町医者・根本良庵の子として生まれる。母は武州目黒の松本弥次右衛門の次女民子。幼少期は恵まれた家庭環境であったが、文政3年（1820年）に小浜町で大火があり家屋・家財を焼失。近隣の大平村に移転し、紺屋木幡屋に奉公に出る。ここでの衣紋書きが名人といわれるほど評判になり、やがて二本松藩主丹羽長富の御前で揮毫しその才能を認められた。
文政11年（1826年）、21歳のとき長富の命を受けて藩士の大原文林（重介）とともに江戸に出て谷文晁の写山楼に入門。文晁に気に入られて文映の号を与えられ画業を修め、文晁の代筆を任せられるまでになった。この頃の花鳥図が伝わっている。
あるとき、師文晁の代筆として群鶏図を画き、鶏の眼だけを文晁が描き入れた作品を客先に納め、その画筆料十両のうちわずかな金額を眼代として写山楼に返すと残りの画筆料をもって文晁門を去ったという。
天保5年（1834年）、同門だった稲田文笠と、伊勢・伊賀・大和など各地を写生しながら旅をしている。その後、大坂で売画し生活するが客がつかず、やむなく九州に遊歴。長崎では沈南蘋の画法を受け、日高鉄翁の下で文人画を修めた。
熊本では加藤清正の祭礼のおり町人の求めに応じて清正の幟を画いたところ、たいへんな評判となり、熊本藩が絵師として300石で召し抱えるという話にまで発展。愚洲はこれを固辞するが受け入れられず帰国を許されなくなってしまう。二本松藩主丹羽長富は愚洲奪還策を案じて、肥後に藩士を送り、罪人として愚洲を捕らえたという。この作戦は見事に功を奏し愚洲は無事帰国できた。以降、二本松藩に絵師として仕え、息子の根本愚渓（傳蔵）も画家となった。親子ともに江戸木挽町に住んだ。維新後、小浜に帰郷し最晩年に二本松に移住した。行年66歳。法名「釈卓巌絶河居士」。顕法寺に葬られる。

## 画業
愚洲の画域は広く、花鳥図・人物図・山水図ともに優れている。山水図では米法山水が多くみられるが、精緻な青緑山水図も画いている。

## 作品
- 「米法山水図」1871年（明治4年）二本松歴史資料館[4]
- 「富士之図」1870年（明治3年）二本松歴史資料館[5]
- 「墨梅図」
- 「三星図」

## 脚註
1. ↑  文化5年（1808年）生まれの説がある。
2. ↑  稲田文笠『日々大喜記』
3. ↑  法楽寺の過去帳には68歳と記されている。
4. ↑  “米法山水図”. 二本松市IT美術館.   二本松市歴史資料館. 2012年4月20日時点のオリジナルよりアーカイブ。2012年7月25日閲覧。
5. ↑  “富士之図”. 二本松市IT美術館.   二本松市歴史資料館. 2012年4月20日時点のオリジナルよりアーカイブ。2012年7月25日閲覧。